# بان بينج
بان بينج (بالصينية: 潘兵) مواليد 13 فبراير 1970 في هوبيي، هو لاعب كرة مضرب صيني يلعب باليد اليمنى. أعلى تصنيف له في الفردي كان المركز الـ 176 في سنة 1995. أعلى تصنيف له في الزوجي كان المركز الـ 261 في سنة 1995.

## روابط خارجية
- بان بينج على موقع رابطة محترفي التنس (الإنجليزية)
- بان بينج على موقع الاتحاد الدولي لكرة المضرب (الإنجليزية)
- بان بينج على موقع خلاصة التنس.كوم (الإنجليزية)
- بان بينج على موقع أوليمبيديا (الإنجليزية)